# Hřebec (Lužické hory)
Hřebec (654 m, německy Schindelhengst) je čedičový vrch v Lužických horách, který se nachází 1,5 km jižně od Krásného Pole a 3 km severozápadně od Kytlic. Od sousedního Javoru jej odděluje sedlo, východním směrem se z něj vyděluje menší kopec Popel. Celý Hřebec je pokryt listnatým lesem a nacházejí se zde menší skalky či suťová pole.
Původní německý název kopce Schindelhengst odkazuje k dřívější výrobě střešních šindelů v místních lesích.